# 483
Năm 483 là một năm trong lịch Julius.